# Savonnette

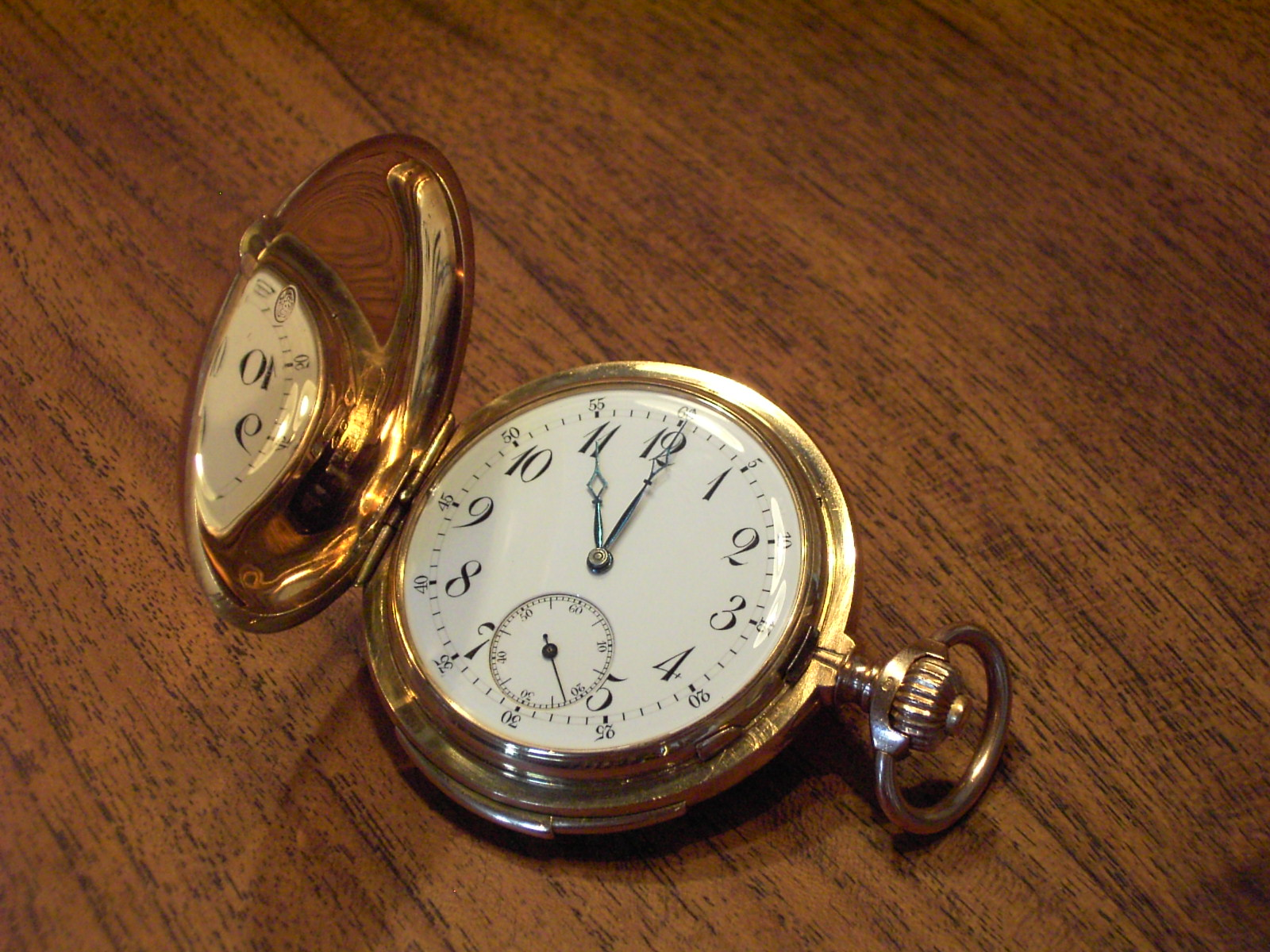
Savonnette

Mit dem Begriff Savonnette (von frz. ‚Seifchen‘, synonym Sprungdeckeluhr, Kapseluhr) bezeichnet man eine Armband- sowie Taschenuhr, deren Zifferblatt durch einen Sprungdeckel über dem Uhrglas geschützt ist, der auf Knopfdruck aufspringt.
Im Gegensatz zur offenen Bauform Lépine liegt die Sekundenanzeige nicht in einer Linie mit der Krone und der Aufzugswelle, sondern orthogonal bei 6 Uhr, was die Handhabung und Ablesbarkeit erleichtert. Diese Anordnung wurde später bei den Armbanduhren übernommen. Aufgrund des Sprungdeckels besitzt das Uhrengehäuse zwei Böden (Deckel).

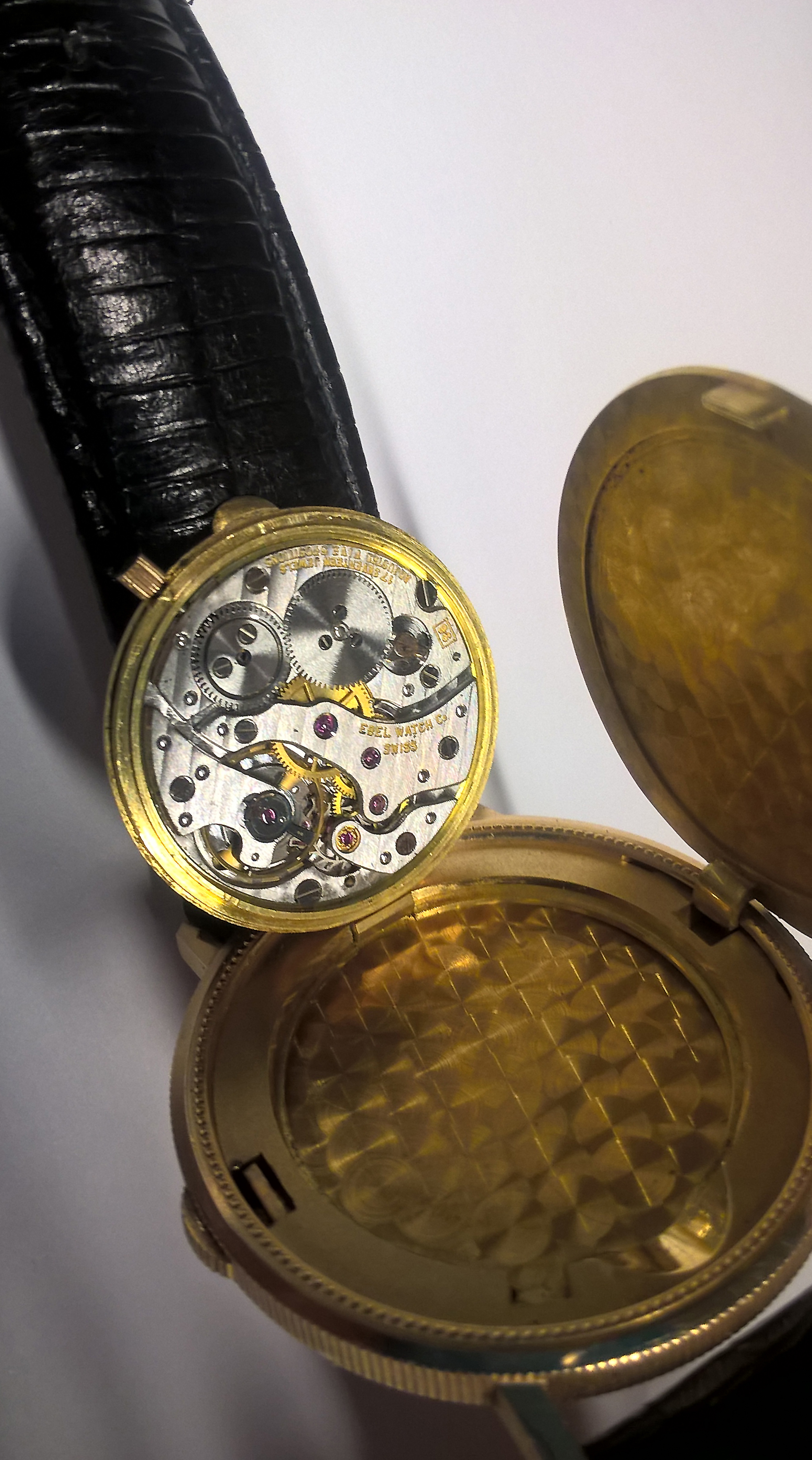
Ebel-Sprungdeckelarmbanduhr (in echt goldener Zwanzig-Dollar-Münze von 1897 der USA)
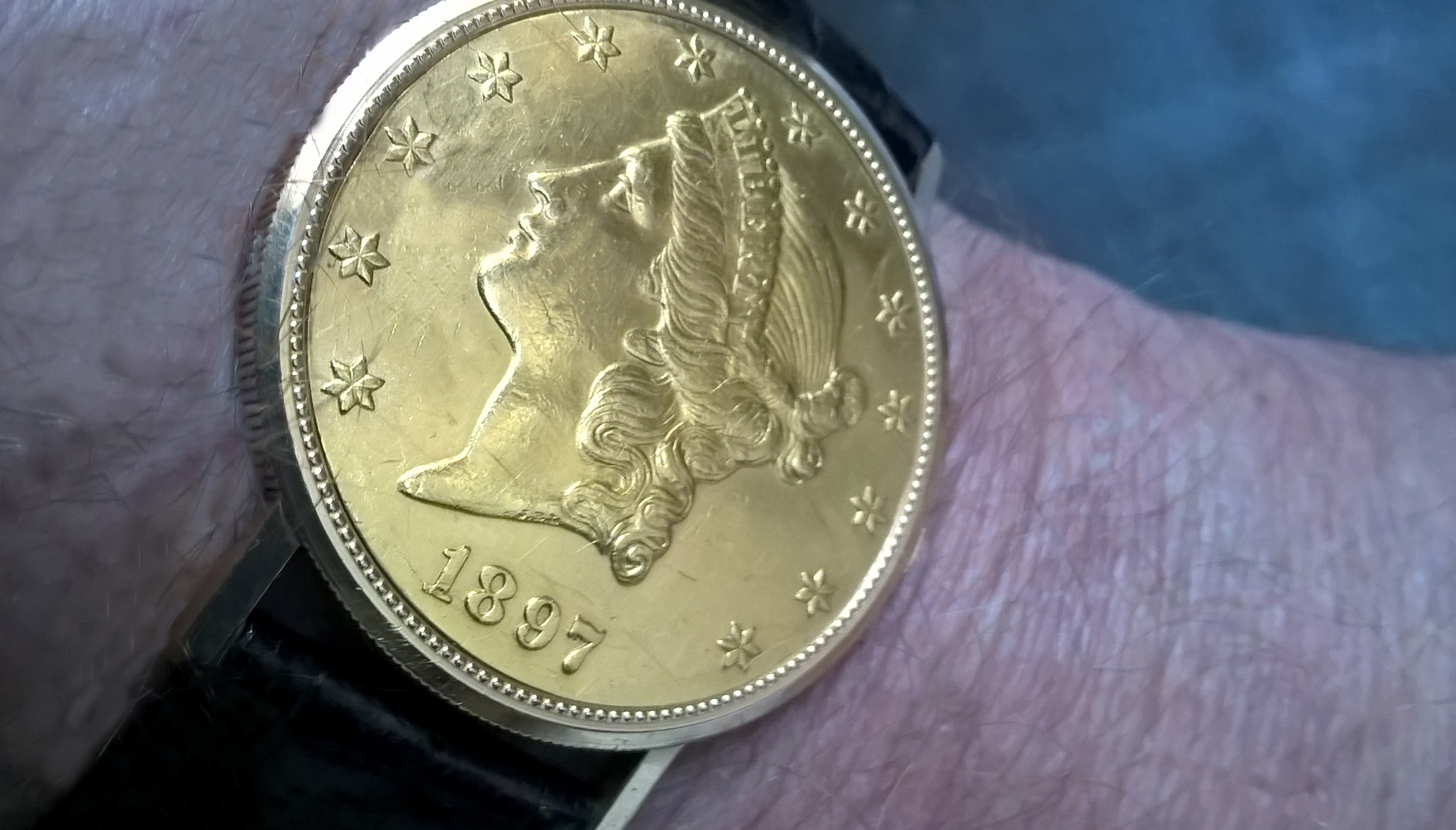
Meisterwerksarbeit, Ebel-Sprungdeckelarmbanduhr (in echt goldener Zwanzig-Dollar-Münze von 1897 der USA)
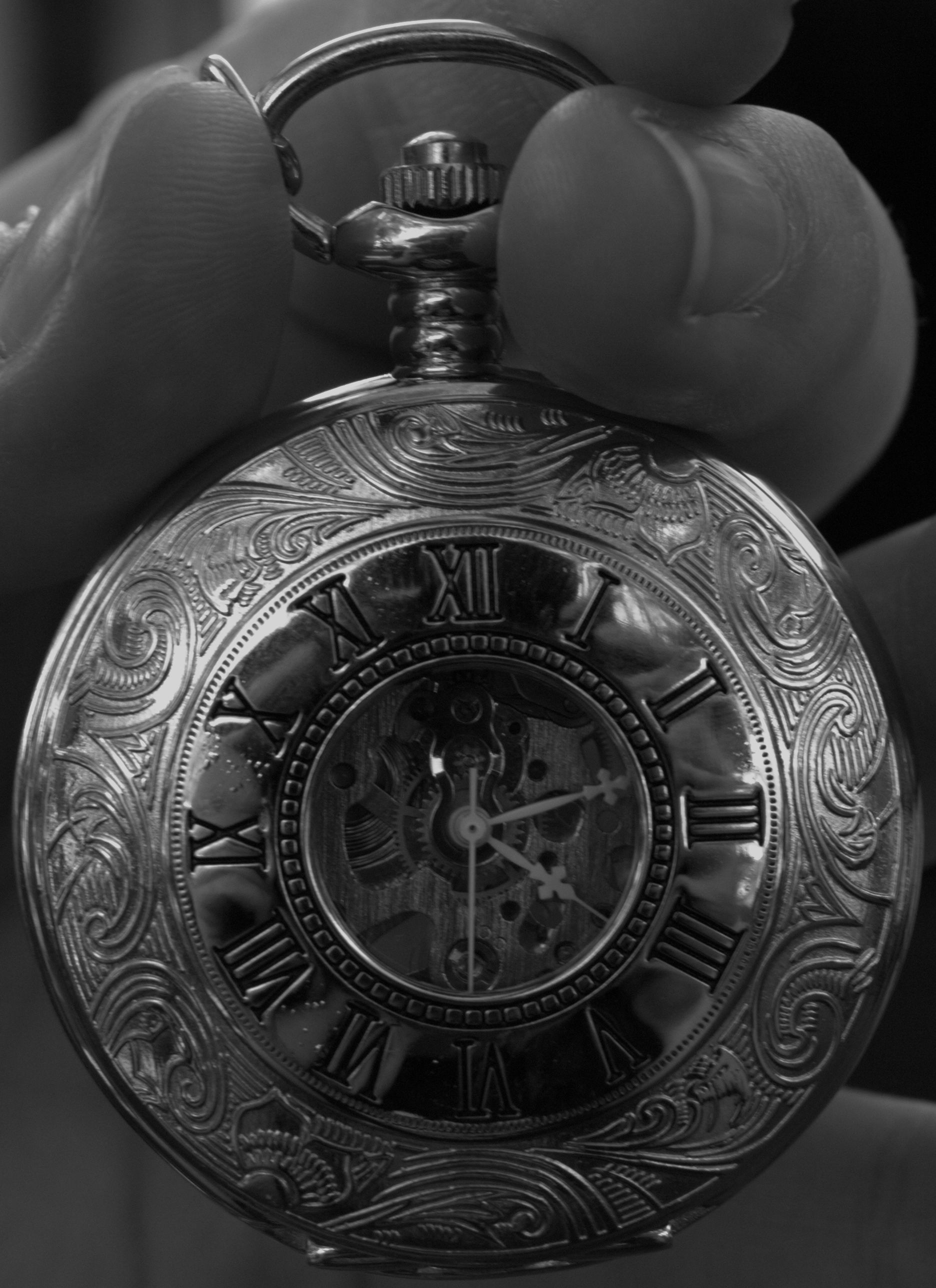
Halbsavonnette

## Halbsavonnette
Der Sprungdeckel einer Halbsavonnette hat eine kreisrunde Öffnung, so dass man die Uhrzeit auch bei geschlossenem Deckel ablesen kann, da die Stellung der Uhrzeiger erkennbar ist. Das Ablesen wird oft durch ein zusätzlich aufgebrachtes oder gemaltes Zifferblatt unterstützt.